# Game Over (Buch)
Game Over. Wohlstand für wenige, Demokratie für niemand, Nationalismus für alle – und dann? ist ein Sachbuch des Journalisten Hans-Peter Martin, das im September 2018 im Penguin Verlag veröffentlicht wurde.

## Inhalt
Das Buch beschäftigt sich mit den Folgen der jahrzehntelangen Hyperglobalisierung und dem Nationalismus, der sich immer weiter ausbreite. Der Autor beschreibt einen unvermeidlichen Systemcrash, da zu viele große Probleme nicht gelöst seien und oft interagierten – von der gesellschaftlichen Ungleichheit über die Robotik und Digitalisierung bis zur Abkehr auch der Eliten von der Demokratie. Handelskriege lähmten, der Klimawandel zeige bereits ernste Folgen. Im Detail wird das bevorstehende europäische Entscheidungsjahr beschrieben, vom Brexit über die Lage in Italien bis zu den Wahlen zum Europäischen Parlament im Mai 2019. Der Autor vertritt auch die These, dass selbst im Falle eines Amtsverlustes des US-Präsidenten Donald Trump kaum mit einer Rückkehr zu einer liberalen Gesellschaft in den USA zu rechnen sei. Die rechtsnationalen Parteien sieht er noch keineswegs an ihrem Zenit. Besonders warnt Martin vor dem immer weiter erstarkenden China und dem damit um sich greifenden kapitalistischen Überwachungskommunismus.

## Rezeption
Das Buch wurde im August 2018 auf die Shortlist für den Deutschen Wirtschaftsbuchpreis 2018 gesetzt, der bei der Frankfurter Buchmesse vergeben wurde. Nach dem Erscheinen reagierten Medien:
Das deutsche Handelsblatt schrieb: „Was auffällt: Der Crash scheint aus Martins Sicht absolut unvermeidbar.“
Das österreichische Nachrichtenmagazin News urteilte: „‚Game Over‘ prägt ein neues Bild der Welt.“
Das deutsche Nachrichtenmagazin Der Spiegel schrieb: „Das Schlimme daran: Er hat wohl mit fast allem recht. Und das Gute: Auf jedes Spiel, das zu Ende geht, folgt ein neues.“
Die deutsche Wochenzeitung Die Zeit urteilte: „Dieses Buch ist eine intelligente Fortschreibung, dass die Menschheit tatsächlich in die Globalisierungsfalle getapert ist.“, „Im Buch von Hans-Peter Martin geht es weder um Angstmache noch um Defätismus. Es besticht dadurch, dass es verschiedene gesellschaftliche Phänomene zusammenbringt, die nicht so oft zusammen gedacht werden: dass die derzeitige ungebrochene neoliberale Agenda und die Kapitalakkumulation fast zwangsläufig zum Abbau von Freiheitsrechten, zum Verlust der Demokratie und letztlich zu Krieg führen werden. Das ist die steile These des Buches.“ Insgesamt kam Die Zeit zum Schluss, Game Over sei „anregend streitbar“ und geeignet „für hoffentlich hitzige Diskussionen, die uns über das Thema bevorstehen“.